# Alwalkeria
 Alwalkeria  ist eine Gattung basaler theropoder Dinosaurier aus der Obertrias von Asien. Die Typusart Alwalkeria maleriensis ist die einzige beschriebene Art.

## Merkmale
Alwalkeria war etwa so groß wie ein Truthahn und vermutlich ein Allesfresser. Die fossilen Überreste von Alwalkeria – Teile des Schädels, Reste der Wirbelknochen und Teile des Oberschenkelknochens – wurden in der Maleri-Formation im Tal des Godavari im indischen Bundesstaat Andhra Pradesh gefunden. Diese Formationen wird auf die Zeit der Obertrias datiert. Bei den Fossilien handelt es sich um Teile des Ober- und des Unterkiefers, 28 beschädigte Wirbel aus verschiedenen Bereichen der Wirbelsäule, einem fast vollständigen Oberschenkelknochen und einem Sprungbein. Die Schädelteile haben eine Länge von etwa vier Zentimetern.
Alwalkeria hat im Oberkiefer unterschiedlich geformte Zähne, abhängig von ihrer Position im Kiefer. Die Vorderzähne sind schlank und gerade, während die hinteren Zähne wie bei räuberischen Theropoden eine breite Basis haben und gekrümmt sind, jedoch keine Sägekante haben. Aufgrund der Bezahnung, die sich weder vollständig auf eine vegetarische noch auf eine rein räuberische Lebensweise eingrenzen lassen, geht man davon aus, dass Alwalkeria ein Allesfresser war und sich wahrscheinlich von Insekten, kleinen Wirbeltieren und Pflanzen ernährt hat.

## Systematik
Obwohl nicht sehr viele Überreste vorhanden sind, konnten genügend Unterschiede zum wahrscheinlich nahe verwandten Eoraptor aus Südamerika erkannt werden, vor allem in der Form und Stellung der Zähne unterscheiden sich beide Arten. Mit Eoraptor teilt er die Lücke zwischen den Zähnen des Zwischenkieferbeins (Prämaxillare) und des Oberkieferknochen Maxillare am Oberkiefer, wodurch die nahe Verwandtschaft begründet wird.
Eoraptor wurde im Gegensatz zu Alwalkeria bereits in mehrere kladistischen Arbeiten einbezogen, seine Position innerhalb der Systematik der Dinosaurier ist allerdings noch nicht geklärt. So wird er von Langer als basaler Echsenbeckensaurier betrachtet, Paul Sereno stuft ihn dagegen als basalen Theropoden innerhalb der Echsenbeckensaurier ein und Fraser et al. platzieren ihn außerhalb der Dinosaurier.

## Namensgebung
Sankar Chatterjee veröffentlichte 1987 die wissenschaftliche Erstbeschreibung und wählte Walkeria maleriensis für das Binomen, nach dem britischen Paläontologen Alick Walker und der Maleri-Formation. Der Name musste 1994 von Chatterjee und Creisler geändert werden, weil er bereits vergeben war.